# درخت کریسمس (ترانه وی)
«درخت کریسمس» (انگلیسی: Christmas Tree) ترانه‌ای از خواننده اهل کره جنوبی، وی از بی‌تی‌اس برای ساندترک مجموعه تلویزیونی تابستان دوست‌داشتنی ما است. این ترانه در ۲۴ دسامبر ۲۰۲۱ توسط ماست کانتنتس منتشر شد.

## فهرست قطعات
دانلود دیجیتال/استریم
1. «درخت کریسمس» – ۳:۳۰
2. «درخت کریسمس» (بی‌کلام) – ۳:۳۰

## جدول‌های موسیقی

### جدول‌های هفتگی
| جدول (۲۰۲۱–۲۰۲۲)                            | بالاترین جایگاه |
| ------------------------------------------- | --------------- |
| فروش ترانه‌های دیجیتال استرالیا (بیلبورد)    | ۶               |
| کانادا (۱۰۰ تک‌آهنگ داغ کانادا)              | ۸۲              |
| فروش دیجیتال ترانه‌های اروپا (بیلبورد)       | ۱               |
| فروش ترانه‌های دیجیتال فرانسه (بیلبورد)      | ۷               |
| ۲۰۰ آهنگ جهانی (بیلبورد)                    | ۵۱              |
| مجارستان (۴۰ تک‌آهنگ برتر)                   | ۱               |
| فروش ترانه‌های دیجیتال ایتالیا (بیلبورد)     | ۹               |
| ژاپن (۱۰۰ آهنگ داغ ژاپن)                    | ۲۹              |
| تک‌آهنگ‌های ترکیبی ژاپن (اوریکون)             | ۳۵              |
| مالزی (بیلبورد)                             | ۲۵              |
| فیلیپین (بیلبورد)                           | ۲۲              |
| کره جنوبی (گائون)                           | ۱۸              |
| کره جنوبی (۱۰۰ آهنگ داغ کی-پاپ)             | ۲۵              |
| فروش ترانه‌های دیجیتال اسپانیا (بیلبورد)     | ۳               |
| فروش ترانه‌های دیجیتال سوئیس (بیلبورد)       | ۲               |
| مستقل بریتانیا (اوسی‌سی)                     | ۲۴              |
| دانلود تک‌آهنگ‌های بریتانیا (اوسی‌سی)          | ۲               |
| فروش تک‌آهنگ‌های بریتانیا (شرکت جدول‌های رسمی) | ۲               |
| بیلبورد هات ۱۰۰ ایالات متحده                | ۷۹              |
| ۱۰۰ تک‌آهنگ هالیدی ایالات متحده (بیلبورد)    | ۵۴              |
| ویتنام (بیلبورد)                            | ۱۳              |

### جدول‌های ماهانه
| جدول (۲۰۲۲)       | جایگاه |
| ----------------- | ------ |
| کره جنوبی (گائون) | ۲۰     |

### جدول‌های پایان سال
| جدول (۲۰۲۱)             | جایگاه |
| ----------------------- | ------ |
| مجارستان (سینگل تاپ ۴۰) | ۵۱     |
| کره جنوبی (گائون)       | ۹۸     |

## تاریخچه انتشار
| منطقه | تاریخ          | فرمت                  | ناشر         |
| ----- | -------------- | --------------------- | ------------ |
| مختلف | ۲۴ دسامبر ۲۰۲۱ | دانلود دیجیتال استریم | ماست کانتنتس |